# 心臟除顫
心臟除顫（cardiac defibrillation）简称除颤（defibrillation）、去颤，是利用医疗器械、特定药品、手术方式终止心脏颤动的治疗方法。最常见的除颤是用电击终止心房或心室纤颤，称为电除颤（electric defibrillation）。
去颤对于危及生命的心律不整，如心室颤动、无脉性心室频脉是一种常见的治疗手段，常见的具体方法为使用去颤器（也称除颤器）给予心脏治疗剂量的电能。雖然原理目前尚未明瞭，但普遍認為这么做能使极大部分的心肌去极化，终止心律不整，并使窦房结中的节律点能重建窦性心律。

## 電擊
电除颤是使用一定强度的电流作用于心脏，电击（shock）使全部或部分心肌除极后，心脏在自律性最高的起搏点重新主导心脏节律（通常是窦性心律）的方法。
心脏除颤器（cardiac defibrillator）又称去颤电击器、除颤器、去颤器，分为体外型、静脉置入型、植入型，依不同需要使用。
去颤实际上是将心脏电击停跳，制造心脏停搏。心室顫動中心脏电信号活动紊乱，窦房结无法发出信号控制心脏有效进行血液循环，因此使用外部电流直接使得心脏停跳。停跳后，立刻进行CPR，以求窦房结自行恢复心跳。因此，对于已经心脏停搏的病人，是不进行电击的，电击了也是心脏停搏。仅对心律失常的病人电击。

## 电复律与电除颤
按原术语 electric cardioversion（电复律）与 electric defibrillation（电除颤）意思，前者是使心律失常恢复至正常节律，后者是终止心脏颤动（心房颤动、心室颤动）；因此电除颤属于一种电复律。但在临床上，英语与汉语都有混用的情形，合称复律除颤（cardioversion-defibrillation）；或是更常将“电复律”等义于同步电复律，尽管所谓“电复律”也用于治疗心房颤动；而“电除颤”等义于非同步电复律，尽管所谓“电除颤”治疗的疾病不一定是心脏颤动的情况，而可能是无脉性室速。
- 同步电除颤（synchronized defibrillation[13]）或同步电复律（synchronized electroversion[14]/cardioversion[15]），是心电图上能检测到心室波（R波）进行的电除颤，适用于心房颤动、心房扑动、室上性心动过速、室性心动过速等快速心律失常[16]。
- 非同步电除颤（unsynchronized defibrillation[17]）或非同步电复律（unsynchronized electroversion/cardioversion[18]），是心电图上不能检测到心室波（R波），在任意时刻用强脉冲放电使所有心肌纤维同时除极的过程，适用于心室颤动、心室扑动时[19]。

心脏复律除颤器（cardioverter-defibrillator）又称复律除颤器，是具有支持性起搏和抗心动过速起搏，且能自动感知与识别室性心动过速或心室颤动发作，并立即放电进行低能量复律或高能量除颤等作用的装置。

## 藥物
药物除颤：
- 利多卡因
- 胺碘酮

## 心導管手術
手术除颤：
- 心導管射頻燒灼術（Radiofrequent catheter ablation；RFCA）[22]
- 熱氣球導管